# Липовка (Красноармійський район)
Ли́повка (рос. Липовка, чув. Липовка) — присілок у складі Красноармійського району Чувашії, Росія. Входить до складу Красноармійського сільського поселення.
Населення — 28 осіб (2010; 49 у 2002).
Національний склад:
- чуваші — 100 %